# Il trono senza re
Il trono senza re è l'ottavo romanzo storico della serie The Saxon Stories di Bernard Cornwell, pubblicato per la prima volta nell'ottobre 2014.

## Riassunto della trama
Nel 911 d.C., Uhtred, figlio del signore di Bebbanburg, anch'egli chiamato Uhtred, dopo aver teso un'imboscata a una piccola banda di predoni norvegesi nel nord della Mercia, decide di porta portare prigionieri e bottino ad Aethelflaed, che gli ordina di portarli a Gloucester, dove il Witan Merciano sta per riunirsi.
Aethelred, il re dei Merciani e ex marito di Aethelflaed, sta morendo dopo essere stato ferito in una battaglia a Tettenhall. Il Witan dovrà decidere il successore di Aethelred, un compito difficile poiché non esiste un candidato ovvio. Eardwulf, la cui sorella è l'amante di Aethelred, comandante della Guardia Merciana ed è un contendente. Un altro è Edoardo, re del Wessex, ma i Merciani sono riluttanti all'idea di essere governati da un re straniero. 
Uhtred di Bebbanburg, gravemente ferito, sa che Aethelflaed è la candidata migliore, ma riconosce che lo Witan non riconoscerebbe mai una donna e che, probabilmente, Aethelflaed passerà il resto della propria vita chiusa in un convento. Uhtred viene a sorpresa convocato dallo Witan, dove scopre che Aethelhelm, il più potente aldermanno del Wessex, è presente all'incontro, rendendosi conto che questo è uno stratagemma per allontanarlo da Aethelstan, il figlio della prima moglie di re Edoardo. Aethelhelm desidera che il ragazzo venga ucciso per rimuovere l'unico serio rivale di suo nipote come erede al trono del Wessex.
Lo Witan, seppur con qualche riluttanza, sembra inclinato a far ricadere la scelta su Eardwulf. Viste le sue umili origini, per legittimare il trono, avrà in sposa la figlia di Aethelred. Uhtred,fingendo un  grave malore per andarsene senza destare sospetti, torna a casa e da Aethelstan. Dopo uno scontro con alcune truppe di Aethelhelm, Uhtred invia la maggior parte dei suoi seguaci, incluso Aethelstan, a Chester, mentre lui e sua figlia Stiorra tornano a Gloucester per impedire il matrimonio di Eardwulf. Riunitosi ai suoi seguaci ed inseguito da un'armata molto più numerosa, si rifugiano in un forte abbandonato. Lì Eardwulf gli chiede di consegnare Aethelstan. Uhtred rifiuta, ma poco prima che Eardwulf possa attaccare, Aethelflaed arriva, apparentemente con centinaia di guerrieri (anche se questo è un inganno), e gli ordina di tornare a Gloucester. Eardwulf se ne va, ma Uhtred sa che gli esploratori di Eardwulf scopriranno presto che è stato ingannato. L'unica possibilità di Eardwulf per il trono è uccidere Uhtred e Aethelflaed quella stessa notte. Uhtred supera in astuzia il suo avversario e Eardwulf, ora un fuorilegge, fugge con solo una manciata di servitori. La sorella di Eardwulf, Edith, viene catturata.
Uhtred ritorna a Gloucester e scopre che Eardwulf si è impossessato la ricchezza di Aethelred. Con Eardwulf fuori dai giochi, Uhtred ricorda allo Witan che sua madre era una merciana e che lui è il parente maschio più stretto di Aethelred. Per placare i cristiani, si “converte” anch'egli. Alla fine, Uhtred viene scelto, forse perché in molti non si aspettano che viva a lungo. Diventato Signore della Mercia abdica immediatamente, nominando il proprio successore: Aethelflaed.
Uhtred crede di poter essere curato solo se possiede Ice-Spite, la spada che Cnut ha usato per infliggere la sua ferita. Edith, divenuta l'amante di Uhtred, gli rivela di conoscere la posizione di Ice-Spite. Rivela che Asser, un monaco che detestava mortalmente Uhtred, aveva portato la spada in Galles prima di morire. Uhtred si reca in Galles, dove unendo le forze con il re gallese Hywel, sbaraglia un gruppo di incursori norvegesi,  colpevoli di numerose barbarie ed in possesso di Ice-Spite. Edith usa la spada per drenare il pus dal corpo di Uhtred. Il suo dolore cessa immediatamente.
Uhtred viene a sapere che Eardwulf durante l'esilio si è unito a una flotta norrena proveniente dall'Irlanda, guidata da Sigtryggr.  Uhtred predice correttamente che attaccheranno Ceaster e si precipita lì. Resosi conto che alcuni degli uomini di Eardwulf si sono infiltrati nel forte, li fa sequestrare. Viene a sapere che hanno intenzione di aprire uno dei cancelli per Sigtryggr dopo un segnale prestabilito e quindi prepara una trappola. Quando l'esercito nordico attacca, i suoi guerrieri a cavallo attraversano l'ingresso aperto, ritrovandosi intrappolati all'interno, dove Uhtred aveva ordinato la costruzione di fortificazioni attorno al cancello, venendo successivamente massacrati. Sigtryggr e una manciata dei suoi uomini riescono a fuggire e ad attaccare Uhtred. Il vichingo, però, viene distratto da Stiorra e perde un occhio per mano Uhtred prima di darsi alla fuga definitiva.

## Personaggi

### Immaginari
- Uhtred - Decaduto aldermanno di Bebbanburg
- Uhtred - Il secondo figlio di Uhtred
- Finan l'Agile - Ex schiavo irlandese e secondo in comando di Uhtred
- Osferth - Figlio illegittimo di re Alfred e uno dei seguaci più fidati di Uhtred
- Stiorra - Figlia di Uhtred
- Eardwulf - Comandante della Guardia Merciana di Æthelred, Signore dei Merciani
- Eadith - Sorella di Eardwulf ed ex amante di Æthelred

### Storici
- Æthelflæd - La figlia maggiore di re Alfredo, signora dei Merciani
- Re Edoardo - Figlio di re Alfredo e re del Wessex
- Æthelstan - Figlio di re Edoardo e della sua prima moglie, Ecgwynn
- Re Hywel - Re gallese in lotta con i norreni
- Sigtryggr - Jarl danese alla ricerca di suo padre in Mercia
- Æthelhelm - Suocero di re Edoardo e il più potente aldermanno del Wessex